# Élections cantonales de 1958 dans la Somme
Les élections cantonales ont eu lieu le 20 et le 27 avril 1958.

## Contexte départemental

### Assemblée départementale sortante
Avant les élections, le conseil général de la Somme est présidé par Max Lejeune (SFIO), à la tête du département depuis 1945. Il comprend 41 conseillers généraux issus des 41 cantons de la Somme. 21 d'entre eux sont renouvelables lors de ces élections.
| Parti                                          | Sigle | Sigle | Élus | Groupe                           |
| ---------------------------------------------- | ----- | ----- | ---- | -------------------------------- |
| Centre-gauche (35 sièges)                      |       |       |      |                                  |
| Parti radical-socialiste                       |       | Rad.  | 20   | Radical et radical-socialiste    |
| Section française de l'Internationale ouvrière |       | SFIO  | 15   | Socialiste                       |
| Gauche (3 sièges)                              |       |       |      |                                  |
| Parti communiste français                      |       | PCF   | 3    | Communiste                       |
| Droite (3 sièges)                              |       |       |      |                                  |
| Centre national des indépendants et paysans    |       | CNIP  | 2    | Républicains indépendants et MRP |
| Mouvement républicain populaire                |       | MRP   | 1    | Républicains indépendants et MRP |
| Président du conseil général                   |       |       |      |                                  |
| Max Lejeune (SFIO)                             |       |       |      |                                  |

## Conseil général élu
| Canton                 | Conseiller sortant | Parti | Parti | Conseiller élu             | Parti | Parti |
| ---------------------- | ------------------ | ----- | ----- | -------------------------- | ----- | ----- |
| Abbeville-Sud          | Max Lejeune        |       | SFIO  | Max Lejeune                |       | SFIO  |
| Ailly-sur-Noye         | William Classen    |       | Rad.  | William Classen            |       | Rad.  |
| Amiens-Nord-Ouest      | Augustin Dujardin  |       | PCF   | Augustin Dujardin          |       | PCF   |
| Amiens-Nord-Est        | Léon Dupontreué    |       | PCF   | Léon Dupontreué            |       | PCF   |
| Bernaville             | Maurice Crépin     |       | SFIO  | Maurice Crépin             |       | SFIO  |
| Boves                  | Charles Houllier   |       | Rad.  | Charles Houllier           |       | Rad.  |
| Bray-sur-Somme         | Charles Deflandre  |       | SFIO  | Jean-Claude Bouchend'homme |       | Rad.  |
| Chaulnes               | Jean Gilbert-Jules |       | Rad.  | Jean Gilbert-Jules         |       | Rad.  |
| Crécy-en-Ponthieu      | Hélène Lœuillet    |       | SFIO  | Hélène Lœuillet            |       | SFIO  |
| Domart-en-Ponthieu     | Jean Martin        |       | PCF   | Jean Martin                |       | PCF   |
| Hallencourt            | Albert Lefebvre    |       | Rad.  | Albert Lefebvre            |       | Rad.  |
| Ham                    | Gaston Lejeune     |       | SFIO  | Émile Luciani              |       | DVD   |
| Hornoy-le-Bourg        | Georges Robart     |       | Rad.  | Charles Dufour             |       | SFIO  |
| Moreuil                | Charles Damay      |       | MRP   | Charles Damay              |       | MRP   |
| Nouvion                | Albert Foucy       |       | SFIO  | Albert Foucy               |       | SFIO  |
| Oisemont               | Pierre Vasseur     |       | Rad.  | Pierre Vasseur             |       | Rad.  |
| Péronne                | Daniel Boinet      |       | Rad.  | Daniel Boinet              |       | Rad.  |
| Picquigny              | Eugène Leclerecq   |       | Rad.  | Eugène Leclerecq           |       | Rad.  |
| Poix-de-Picardie       | Henri Rameau       |       | Rad.  | Henri Rameau               |       | Rad.  |
| Rosières-en-Santerre   | Eugène Doucet      |       | Rad.  | Jean Millet                |       | DVG   |
| Saint-Valery-sur-Somme | René Delepierre    |       | CNIP  | René Delepierre            |       | CNIP  |

*Conseillers généraux sortants ne se représentant pas

### Élus
| Partis              | Partis                                         | Conseillers sortants | Conseillers élus | Évolution     |
| ------------------- | ---------------------------------------------- | -------------------- | ---------------- | ------------- |
|                     | Parti radical-socialiste                       | 10                   | 9                | 1             |
|                     | Section française de l'Internationale ouvrière | 6                    | 5                | 1             |
|                     | Divers gauche                                  | /                    | 1                | 1             |
| Total Centre-gauche | Total Centre-gauche                            | 16                   | 15               | 1             |
|                     | Parti communiste français                      | 3                    | 3                | en stagnation |
| Total Gauche        | Total Gauche                                   | 3                    | 3                | en stagnation |
|                     | Centre national des indépendants et paysans    | 1                    | 1                | en stagnation |
|                     | Mouvement républicain populaire                | 1                    | 1                | en stagnation |
|                     | Divers droite                                  | /                    | 1                | 1             |
| Total Droite        | Total Droite                                   | 2                    | 3                | 1             |

### Groupes politiques
| Parti                                          | Sigle | Sigle | Élus | Groupe                           |
| ---------------------------------------------- | ----- | ----- | ---- | -------------------------------- |
| Centre-gauche (34 sièges)                      |       |       |      |                                  |
| Parti radical-socialiste                       |       | Rad.  | 19   | Radical et radical-socialiste    |
| Section française de l'Internationale ouvrière |       | SFIO  | 14   | Socialiste                       |
| Divers gauche                                  |       | DVG   | 1    | Socialiste                       |
| Droite (4 sièges)                              |       |       |      |                                  |
| Centre national des indépendants et paysans    |       | CNIP  | 2    | Républicains indépendants et MRP |
| Mouvement républicain populaire                |       | MRP   | 1    | Républicains indépendants et MRP |
| Divers droite                                  |       | DVD   | 1    | Non inscrit                      |
| Gauche (3 sièges)                              |       |       |      |                                  |
| Parti communiste français                      |       | PCF   | 3    | Communiste                       |
| Président du conseil général                   |       |       |      |                                  |
| Max Lejeune (SFIO)                             |       |       |      |                                  |